# ブルックリン・エックフォーズ
ブルックリン・エックフォーズ（Brooklyn Eckfords）は、1872年にアメリカ合衆国ニューヨーク市ブルックリンを本拠地とし、ナショナル・アソシエーションに所属していたプロ野球チーム。

## 球団史
1855年7月に『エックフォード・ベース・ボール・クラブ』として創設される。チーム名は母体である造船会社『ヘンリー・エックフォード』にちなむ。1857年に『アメリカ野球人協会』に参加、1862年と1863年に協会主催の選手権大会を2連覇したこともある。1860年代は同じニューヨークのミューチュアル・クラブやブルックリンのアトランティック・クラブなどと選手権争いをしていた強豪チームだった。
1871年のナショナル・アソシエーションが創設されたが、エックフォーズは1年目にはプロのリーグには加盟せず、独立したチームとして活動していた。同年はリーグに加盟した他のチームとの対戦も含めて30試合ほどをこなし、5割前後の勝率であったという。翌1872年に、前年破綻したフォートウェインから選手を補強してリーグに参加したが、開幕から11連敗を喫してしまう。チームは途中でリーグを抜けたトロイやクリーブランドなどから急遽選手を補充したが、その後も3勝しか挙げられず、同年シーズン終了後に球団は倒産した。ちなみに同年のエックフォーズの3勝のうち2勝は、アマチュア時代の最大のライバルだったアトランティック・クラブから挙げたものである。

## 戦績
※1871年以降の戦績。順位は勝利数による。
| 年度   | リーグ | 試合 | 勝利 | 敗戦 | 勝率 | 順位 | 監督                            | 本拠地                   |
| ------ | ------ | ---- | ---- | ---- | ---- | ---- | ------------------------------- | ------------------------ |
| 1872年 | NA     | 29   | 3    | 26   | .103 | 9位  | ジム・クリントン ジミー・ウッド | Union Grounds (Brooklyn) |

## 所属した主な選手
- ジム・スナイダー：遊撃手。打率.291、チーム最多の11打点を挙げた。
- フォニー・マーチン：トロイから移籍、チーム3勝のうち2勝を挙げた。

## 主な球団記録
- 通算安打数：30（ジム・スナイダー）
- 通算打点数：11（ジム・スナイダー）
- 通算勝利数：2（フォニー・マーチン）